# Вертлово (Вологодская область)
Вертлово — деревня в Вологодском районе Вологодской области.
Входит в состав Семёнковского сельского поселения, с точки зрения административно-территориального деления — в Семёнковский сельсовет.
Расстояние по автодороге до районного центра Вологды — 14 км, до центра муниципального образования Семёнково — 6 км. Ближайшие населённые пункты — Начемерово, Лучниково, Обухово.
По данным переписи в 2002 году постоянного населения не было.